# Звягельський ґебіт
Звя́гельський ґебі́т (нім. Kreisgebiet Zwiahel «Звягельська округа»), іноді Новогра́д-Воли́нський ґебі́т (нім. Kreisgebiet Nowograd-Wolynski) — адміністративно-територіальна одиниця Житомирської генеральної округи райхскомісаріату Україна з центром у Звягелі. 

## Історія
Округу утворено 20 жовтня 1941 опівдні на території міста Новоград-Волинський (якому німці повернули назву Звягель) та Баранівського, Мархлевського, Звягельського, Пулинського і Ярунського районів.
1 квітня 1943 до Звягельської округи відійшов Барашівський район тодішнього Ємільчинського ґебіта.
Станом на 1 вересня 1943 Звягельський ґебіт поділявся на 7 німецьких районів: міський район Звягеля (нім. Rayon Zwiahel-Stadt) і Баранівський (нім. Rayon Baranowka), Барашівський (нім. Rayon Baraschi), Звягельський (нім. Rayon Zwiahel-Land), Мархлевський (нім. Rayon Marchlewsk), Пулинський (нім. Rayon Pulin) та  Ярунський (нім. Rayon Jarun) райони.
У Звягелі в 1942—1943 роках виходив часопис «Звягельське слово», редактором якого була Т. Тоцька.